# ديف ماكدونالد
ديف ماكدونالد (بالإنجليزية: Dave MacDonald) هو سائق سباق أمريكي، ولد في 23 يوليو 1936، وتوفي في 30 مايو 1964.

## معرض صور

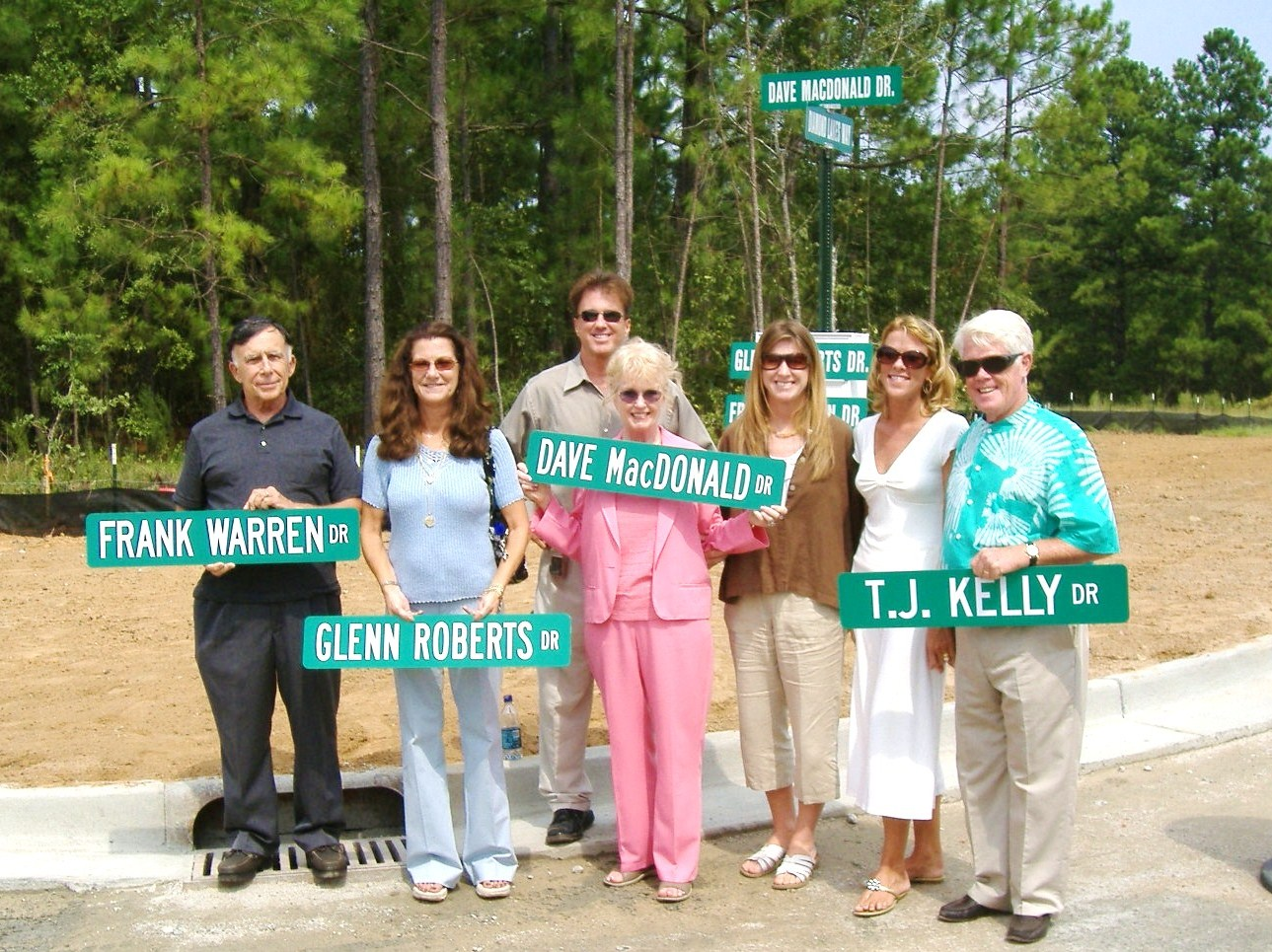
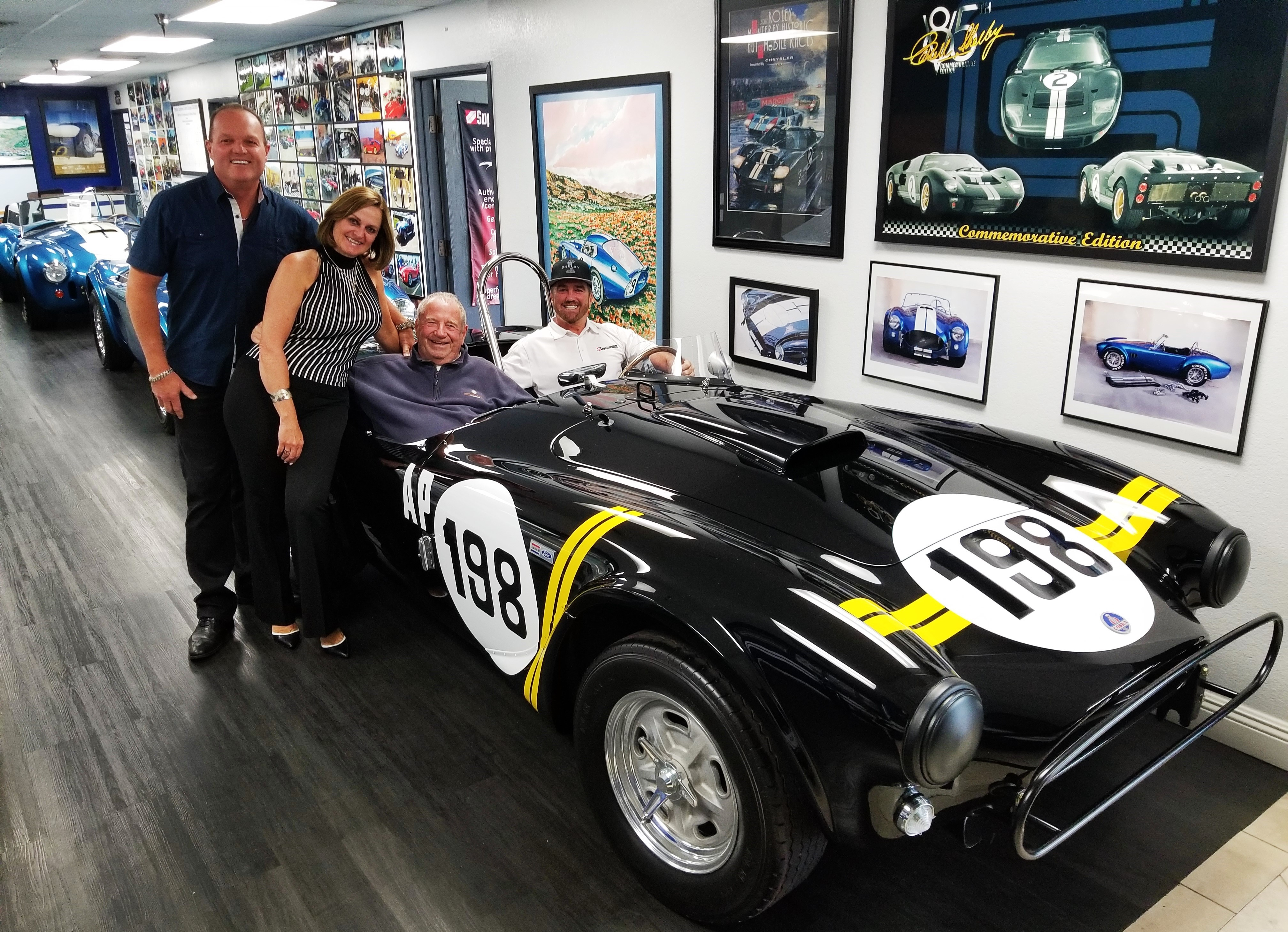
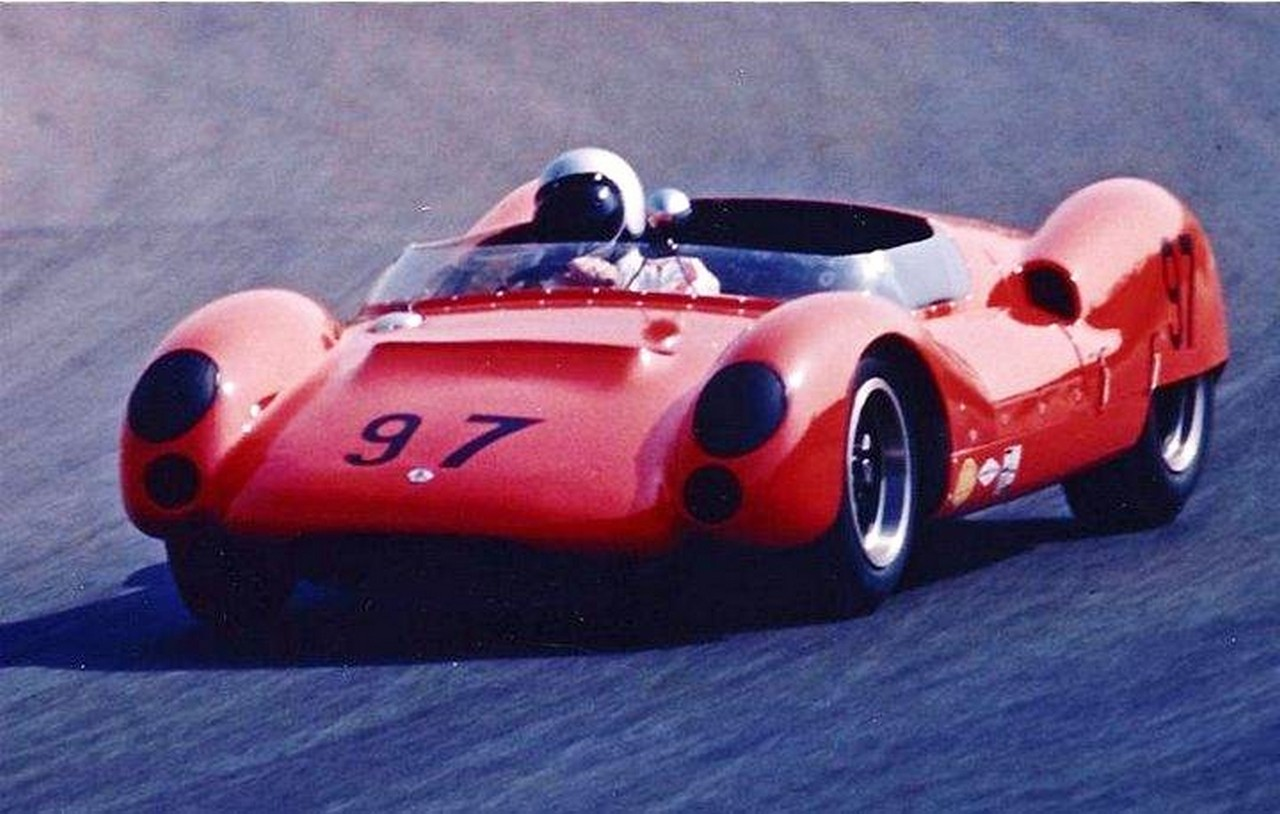
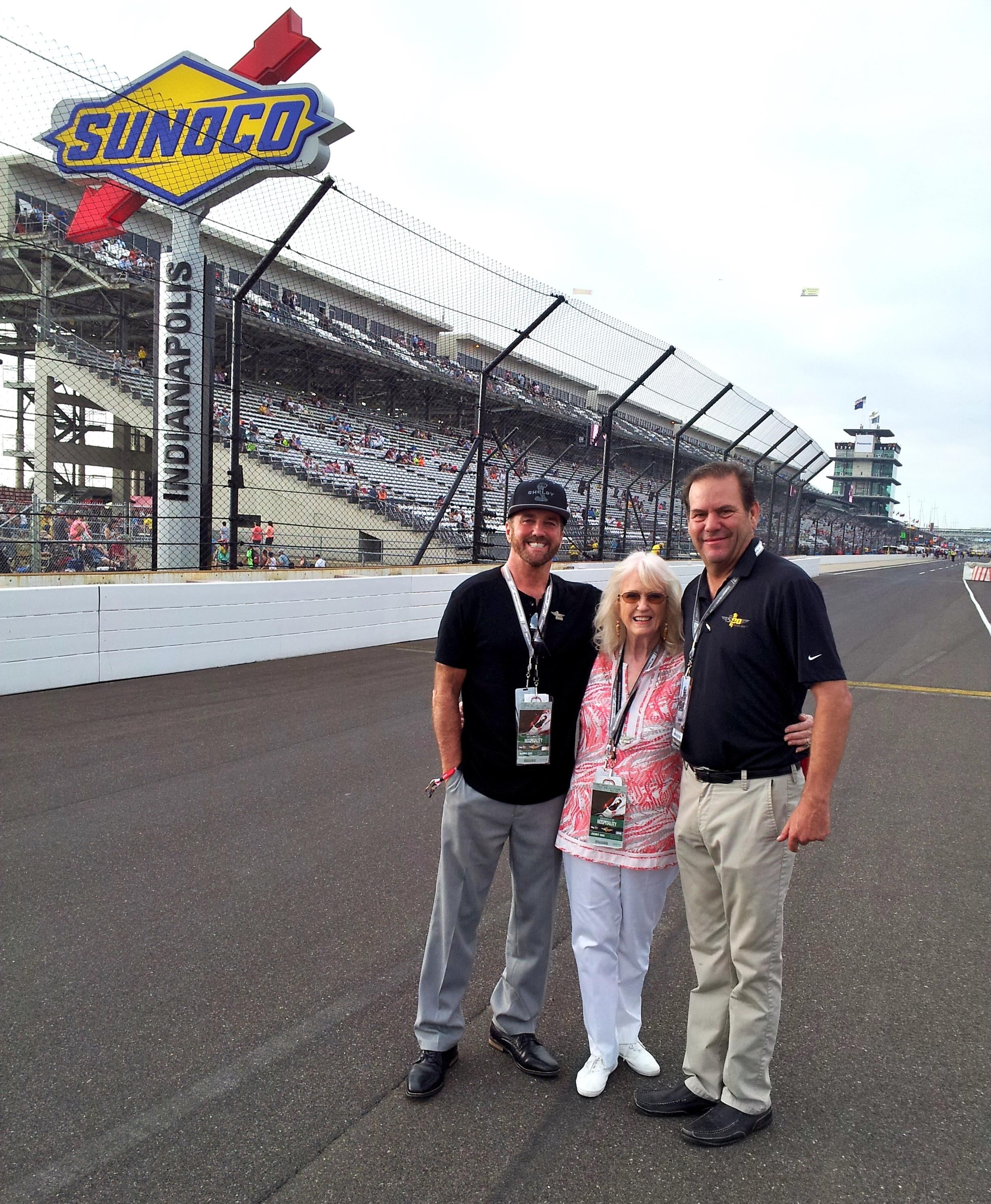